# Éternellement vivants
Éternellement vivants (en russe : Вечно живые) est une pièce en deux actes de Viktor Rozov écrite en 1943. Initialement imaginée sous le titre Famille Serebriïski (Семья Серебрийских) elle est écrite pendant la Seconde Guerre mondiale lorsque l'auteur se trouve à l'hôpital de Kostroma, après une blessure.
Le Théâtre Sovremennik est inauguré avec la représentation des Éternellement vivants dans l'adaptation d'Oleg Efremov en 1956.
Sur la base de la pièce Rozov a écrit le scénario de Quand passent les cigognes de Mikhaïl Kalatozov qui recevra la Palme d'or au festival de Cannes en 1958.

## Personnages
- Fiodor Ivanovitch Borozdine, médecin, 57 ans
- Varvara Kapitonovna, la mère de Fiodor Borozdine
- Boris, fils de Fiodor Borozdine, 25 ans
- Irina, fille de Fiodor Borozdine, 27 ans
- Mark, neveu de Fiodor Borozdine, 27 ans
- Veronika Bogdanova dit Belka, fiancée de Boris, 18 ans
- Anna Mikhaïlovna Kovaleva, professeur d'histoire, 52 ans
- Vladimir, fils d'Anna Kovaleva, 21 ans
- Stepan, ami de Boris
- Anatoli Kouzmine, collègue de Boris
- Dacha, collègue de Boris
- Liouba, collègue de Boris
- Antonina Monastyrskaïa
- Varia, employée de la savonnerie
- Nioura, trancheuse de pain
- Micha étudiant
- Tanetchka, étudiante
- Nikolaï Tchernov, administrateur de la philharmonie, 48 ans

## Intrigue
L'action commence à Moscou le 3 juillet 1941, avec le message radio de Sovinformburo annonçant que les troupes soviétiques sont engagées dans de violents combats de la Seconde Guerre mondiale. Le jeune Boris Borozdine, pourtant exempté de service militaire, se porte volontaire pour partir sur le front. Il part la veille de l'anniversaire de sa fiancée Veronika, qu'il appelle Belka. Il laisse à Veronika comme cadeau un jouet - un écureuil, qui est une allusion au surnom Belka signifiant écureuil en russe. Le jouet contient une note cachée, mais Veronica ne trouve pas cette note.
Ne recevant plus de nouvelles de Boris - Veronica désespérée, ayant perdu ses parents et sa maison, épouse Mark, le cousin de Boris, mais ce mariage ne lui apporte pas de consolation.  Alors que le père de Boris et sa sœur Irina travaillent dans un hôpital militaire, apportant comme tant d'autres leur contribution à l'effort de guerre, Mark qui est un pianiste amateur de piètre envergure met tout en œuvre pour ne pas s'engager dans l'armée. Il fréquente la maison d'une certaine Antonina Monastyrskaïa où se réunissent les individus tirant profit de la guerre. Mark, amoureux de Monastyrskaïa, lui donne l’écureuil de Veronica, à cette occasion la lettre de Boris est trouvée. Veronika décide de rompre avec Mark.
Évacués de Moscou, les Borozdine logent chez Anna Kovaleva, une professeur d'histoire. Le fils de cette dernière, Vladimir, rentré en permission après une blessure, et ne se doutant pas qui sont leurs nouveaux propriétaires, parle un jour de son camarade Boris, qui appelait sa bien-aimée Belka, - de lui les Borozdine apprennent que Boris a été tué au combat.
Après l'évacuation, les Borozdine reviennent à Moscou, accompagnés d'Anna Kovaleva et Volodia. Mark est amené à comprendre que sa présence dans la maison est indésirable. Volodia est amoureux de Veronika, mais elle se souvient encore de Boris et l'aime, elle prie Volodia de lui laisser du temps. Le dernier acte se termine par un feu d'artifice en l'honneur des troupes soviétiques qui traversent la frontière allemande.

## Adaptations
- 1956 : L'adaptation d'Oleg Efremov au Théâtre Sovremennik, avec Mikhaïl Zimine (ru) (Fiodor Borozdine), Svetlana Mizeri (ru) (Veronika), Igor Kvacha (Volodia), Oleg Efremov (Boris).